# Jorge Linford
Jorge Eduardo Linford Pomareda (* 18. August 1902 in Iquique; † 8. März 1969 in Santiago de Chile) war ein chilenischer Fußballspieler. Der Verteidiger absolvierte ein Länderspiel für die chilenische Nationalmannschaft und nahm mit dieser an den Olympischen Sommerspielen 1928 in Amsterdam teil.

## Vereinskarriere
Jorge Linford wurde in Iquique als Sohn eines Engländers und einer Peruanerin geboren. Er begann beim Deportivo Liceo in Temuco mit dem Fußballspielen und debütierte 1919 in der regionalen Primera División. Bei einer Tour des CSD Colo-Colo durch Südchile 1926 wurden die auffälligsten Spieler vom Klub aus der Hauptstadt für die internationale Tour verpflichtet: Carlos Schneberger und Linford. Beide Spieler überzeugten und Lindford spielte noch bis 1932 bei den Albos.

## Nationalmannschaftskarriere
Nach dem Wechsel geriet Jorge Linford auch in den Fokus der Nationalmannschaft. Der Verteidiger wurde für die Olympischen Sommerspiele 1928 in Amsterdam nominiert. Dort absolvierte er sein einziges Länderspiel beim 2:2-Unentschieden gegen Gastgeber Niederlande.

## Erfolge
Colo-Colo
- Serie F de la Liga Central de Football de Santiago: 1928
- Liga Central de Football de Santiago: 1929
- División de Honor: 1930